# Piumogna
Die Piumogna ist ein rund 11 Kilometer langer rechter Nebenfluss des Tessins im Schweizer Kanton Tessin. Sie entwässert das Val Piumogna im Valle Leventina und durchfliesst dabei die heutigen Gemeinden Faido und Dalpe.

## Verlauf
Die Piumogna entspringt auf 2296 m ü. M. im Geröllfeld Löita di Giubin zwischen den Pizzi di Morghirolo im Norden und dem Pizzo Canà im Süden auf dem ehemaligen Gemeindegebiet von Chironico – heute eine Fraktion der Gemeinde Faido. Nach einem Bachlauf von rund 240 Metern gegen Norden mündet sie in das Südufer des Lago di Morghirolo, dessen nördlicher Teil auf dem Gemeindegebiet von Dalpe liegt.
Am Ostufer verlässt sie den Bergsee und fliesst gegen Südosten durch die von Felsstürzen gezeichnete Hochebene Piano di Lei. Sie erreicht die Alpe Crozlina und passiert die rund 100 Meter über dem rechten Ufer gelegene Capanna Campo Tencia. Hier nimmt sie von rechts die Abflüsse der Gletscher Piccolo di Crozlina und Grande di Crozlina auf. Nach der Einmündung des Wassers vom Pass Bocchetta di Staletto beim Geröllfeld Buco di Cumasna wendet sie sich nach Nordosten. Kurz darauf stürzt die Piumogna eine Kaskade hinunter, wobei sie die Gemeindegrenze zu Dalpe überquert und ins Val Piumogna eintritt.
Die Piumogna überwindet nun nur wenige Höhenmeter, während sie Prati Géra, die Alpe di Géra sowie das ehemalige Maiensäss Piumogna passiert. Hier erreicht sie Waldgebiet und bildet eine kleine Schlucht mit einer weiteren Kaskade. Sie wendet sich nach Nordosten und passiert das am linken Ufer gelegene Dorf Dalpe, wo das Bachbett erneut deutlich abflacht. Sie umfliesst den Motto d'Orlascio am Nordhang und wendet sich nach Osten, wo kurz darauf eine tiefe Schlucht folgt. Hier stürzt sie in der Cascata Piumogna in die Leventina und überquert nun die Gemeindegrenze der ursprünglichen Gemeinde Faido.
Nach einem grösseren Tosbecken und weiteren rund 30 Metern Flusslauf mündet die Piumogna schliesslich auf 698 m ü. M. gegenüber dem Dorf Faido von rechts in den Oberlauf des Tessins.

## Energienutzung
Das Wasser der Piumogna wurde bereits Ende des 19. Jahrhunderts zur Stromerzeugung genutzt. Das Kraftwerk Piumogna wurde 1889 gebaut und diente hauptsächlich der Beleuchtung von Faido. Es war das erste Kraftwerk im Kanton Tessin und das vierte Elektrizitätswerk in der Schweiz. Die Anlage war bis 1931 in Betrieb, dann wurde sie stillgelegt und das Wasser zum Kraftwerk Piottino in Lavorgo geleitet. Seit dem Jahr 2000 wird das Wasser der Piumogna oberhalb von Dalpe gefasst und in einem von der Gemeinde errichteten Kleinkraftwerk mit einer Leistung von 1 MW verwertet.
Älter ist die Nutzung des Wassers als mechanische Arbeitskraft. In Dalpe und Faido nutzten Sägereien das Wasser, in Faido betrieb ab 1870 Antonio Cattaneo, der Gründer des Güterwagenherstellers Ferriere Cattaneo, ein Gesenkschmiedehammer, das Unternehmen zog aber 1932 nach Giubiasco.